# Хондробласт

Хондробласти розміщені в позаклітинній матриці хряща,.

Хондробласт — (від грец. Chondros — хрящ, blastos —зачаток)  клітина— , що входить до складу хрящової тканини до формування хондроцитів. Має ущільнену форму з розвиненим ендоплазаматичним ретикулом. Належить до наймолодших клітин хряща і формує позаклітинний мактрикс тканини. Хондробласти пристосовані до швидкого мітотичного поділу. Клітини розташовуються у внутрішньому шарі хряща і в глибині хрящової тканини. Клітини цього типу навіть здатні виробляти ферменти, що призводять до руйнування міжклітинного матрикса. Цитоплазма клітин безбарвна. Хондропласти в процесі диференціації клітин перетворюються на хондроцити. Хондробласти -малодеференційовані клітини неправильної форми,  здатні до проліферації і синтезу міжклітинної речовини хряща
| Гломерулярна тканина нирок | Це незавершена стаття з гістології. Ви можете допомогти проєкту, виправивши або дописавши її. |

### Будова хондробластів
Цитоплазма забарвлюється базофільно, містить добре розвинену ендоплазматичну гранулярну і агранулярну сітку, елементи комплексу Гольджі, багато РНК. Хондробласти здійснюють периферійний(апозиційний) ріст хряща.
1. 1 2  Напханюк, Володимир (2002). Цитологія, загальна гістологія та ембріологія (українська) . м.Одеса: Одеський медуніверситет. с. 144—145. ISBN Скелетні клітини. {{cite book}}: Перевірте значення |isbn=: недійсний символ (довідка)